# Wilhelmkleinite
La wilhelmkleinite è un minerale appartenente al gruppo della lazulite.

## Etimologia
Il nome è in onore del collezionista tedesco Wilhelm Klein (1889-1939), manager delle miniere namibiche OMEG.